# Smedgölen, Blekinge
Smedgölen är en sjö i Ronneby kommun i Blekinge och ingår i Nättrabyåns huvudavrinningsområde.